# José Ramos-Horta
José Manuel Ramos-Horta (IPA: ʒuˈzɛ ˈʁɐmuz ˈoɾtɐ), GCL (* 26. prosince 1949) je východotimorský politik, 7. prezident Východního Timoru. Spolu s Carlosem Belom získal Nobelovu cenu za mír a před prezidentstvím působil od roku 2006 jako předseda vlády.
Poté, co Východní Timor získal v roce 2002 nezávislost na Indonésii, byl prvním ministrem zahraničí. 25. června 2006 na tuto funkci rezignoval. O den později byl prezidentem Xananem Gusmãou jmenován dočasným předsedou vlády. 10. července, o dva týdny později, se z něj oficiálně stal v pořadí druhý předseda vlády Východního Timoru.
11. února 2008 byl na něj spáchán atentát, který se zraněním přežil.

## Biografie

### Mládí a rodina
Jako mestic se narodil v Dili, hlavním městě Východního Timoru, rodičům, kteří byli diktaturou Antónia Salazara nuceni odejít do exilu do tehdy Portugalského Timoru. Do školy chodil v malé vesnici Soibada. Z jeho jedenácti sourozenců byli čtyři zavražděni indonéskou armádou.
Studoval mezinárodní právo na Hague Academy of International Law (1983) a na Antioch University (1984), kde získal titul MA (Master of Arts). Na International Institute of Human Rights ve Štrasburku studoval mezinárodní lidská práva (1983). Postgraduálně studoval americkou zahraniční politiku na Columbia University v New Yorku (1983).
Rozvedl se s Anou Pinto, východotimorskou ministryní vnitra. Mají syna Lora.

### Politická kariéra
Aktivně se podílel na politickém vývoji ve Východním Timoru, kvůli čemuž byl dva roky (1970-1971) v exilu v Portugalské východní Africe. Předtím byl jeho děda také donucen odejít do exilu, z Portugalska nejdříve do Azor, pak do Kapverd, Portugalské Guiney a nakonec do Portugalského Timoru.
V listopadu 1975, ve svých dvaceti pěti letech, byl zvolen ministrem zahraničí vlády "Demokratické republiky Východní Timor", kterou sestavily strany bojující za nezávislost. Z Východního Timoru uprchl tři dny před indonéskou invazí, aby ho hájil před OSN.
Přijel do New Yorku a snažil se přesvědčit Radu bezpečnosti OSN, aby se postavila proti indonéské okupaci, během které zemřelo odhadem 102 000 obyvatel Východního Timoru.
V květnu 1994 se filipínský prezident Fidel Ramos na tlak Jakarty snažil zabránit mezinárodní konferenci o Východním Timoru v Manile a zabránil Ramosu-Hortovi účastnit se jí. Později toho roku Ramose-Hortu thajská vláda prohlásila nežádoucí osobou.
V prosinci 1996 obdržel se svým krajanem Carlosem Filipem Ximenesem Belou Nobelovu cenu za mír. Nobelova komise je vybrala kvůli "vytrvalým snahám zabránit útlaku malých lidí" s vírou, že "toto ocenění pobídne snahy o diplomatické řešení konfliktu ve Východním Timoru". Komise považovala Ramose-Hortu za "vedoucího mezinárodního mluvčího za Východní Timor od roku 1975".
Hrál velkou roli při jednání o ústavních základech nezávislosti. 27. září 2002 se Východní Timor stal součástí OSN a Ramos-Horta byl jejím prvním ministrem zahraničí.
3. června 2006 se stal navíc dočasným ministrem obrany, protože předchozí ministr rezignoval. 25. června 2006 ale z obou funkcí rezignoval a prohlásil: "Nechci mít nic společného se současnou vládou nebo s jakoukoli vládou, ve které bude Alkatiri." Na předsedu vlády Mariho Alkatiriho byl vyvíjen tlak, aby opustil svou funkci, ale vedení strany FRETILIN se na schůzi ve stejný den rozhodlo, že ve funkci zůstane. Když Alkatiri 26. června rezignoval, Ramos-Horta stáhl svou rezignaci a stal se přechodným předsedou vlády, než bude zvolen Alkatiriho nástupce. 8. července 2006 se jím stal on sám.
Před tím, než se stal předsedou vlády, byl jedním z kandidátů na nástupce Kofiho Annana na pozici generálního tajemníka OSN. O toto místo se přestal ucházet, protože byl zvolen premiérem, ale naznačil, že by se v budoucnu mohl o tento úřad ucházet.
V rozhovoru s Al-Džazírou 22. února 2007 oznámil, že bude kandidovat na prezidenta ve volbách toho roku. 25. února svou kandidaturu oznámil oficiálně. Získal podporu Xanany Gusmãy, který znovu kandidovat nehodlal.
V prvním kole voleb 9. dubna se umístil na druhém místě s 21,81 % hlasů; poté on a Francisco Guterres, kandidát za FRETILIN, který skončil první, soupeřili v druhém kole voleb v květnu. Výsledky byly oznámeny 11. května - Ramos-Horta získal 69 % hlasů.

### Prezidentství

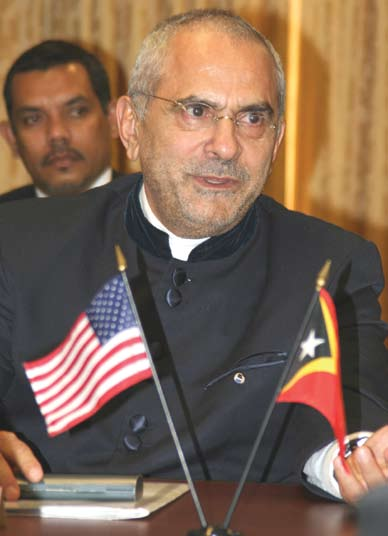
José Ramos-Horta v roce 2009.

Zvolen do úřadu prezidenta Východního Timoru byl při ceremonii v Dili 20. května 2007. Den předtím rezignoval na předsedu vlády.

#### Pokus o atentát
11. února 2008 byl postřelen při pokusu o atentát. Během přestřelky se zranil jeden jeho bodyguard a dva rebelové byli zastřeleni. Ramos-Horta byl ošetřen v Dili a pak byl převezen do nemocnice v Austrálii. Největší zranění utrpěl na pravé plíci. Lékaři předpokládali, že byl střelen dvakrát nebo třikrát. Jeho stav byl kritický, ale stabilní. Bylo mu navozeno umělé kóma a znovu nabyl vědomí 21. února.
Z nemocnice byl propuštěn 19. března, i když v Austrálii zůstal do 17. dubna na fyzioterapii. Na tiskové konferenci na letišti po návratu pobídl zbývající rebely skrývající se v horách, aby se vzdali.

#### Konec funkčního období a návrat do úřadu
Mandát obhajoval i v prezidentských volbách 17. března 2012, kdy ale získal pouze 17,48 % a ze třetího místa se neprobojoval do 2. kola, kam postoupili Francisco Guterres a Taur Matan Ruak. Prezidentem byl zvolen Taur Matan Ruak, v roce 2017 pak Gutteres, tehdy Ramos-Horta nekandidoval.
19. dubna 2022 však Ramos-Horta zvítězil v 2. kole prezidentské volby nad úřadujícím prezidentem Gutteresem se ziskem 62,1 % hlasů a 20. května se vrátil do úřadu.

## Ostatní aktivity

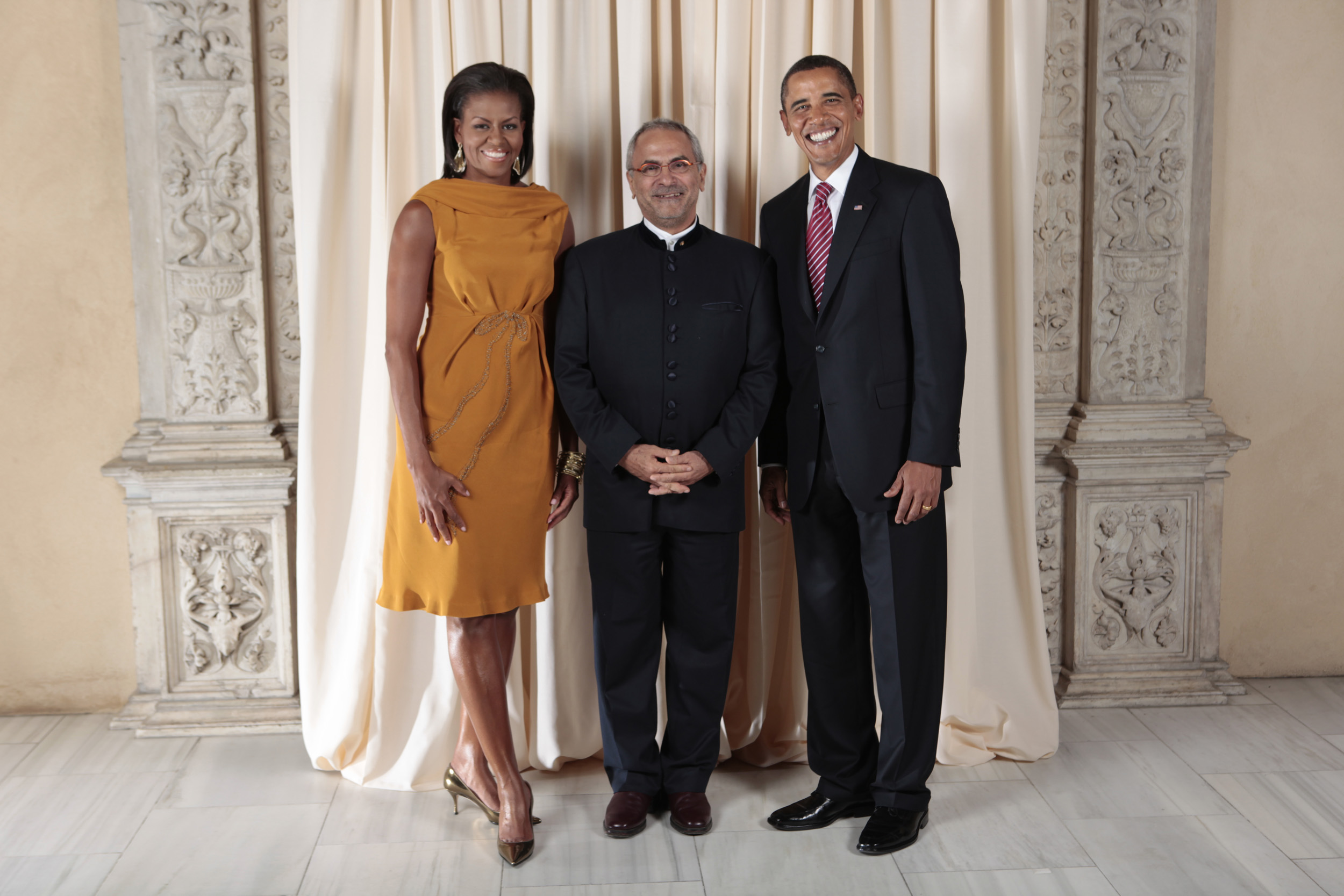
Ramos-Horta a manželé Obamovi.

Ramos-Horta podporoval americkou invazi a okupaci Iráku a odsuzoval antiamerické názory odpůrců jako "pokrytecké".
5. října 2009 se jako jediná zahraniční hlava státu účastnil pohřbu bývalé prezidentky Filipín Corazon Aquinové. Byl také jedinou hlavou státu, která se 30. června 2010 účastnila inaugurace Noynoye Aquina, patnáctého prezidenta Filipín.

## Vyznamenání
- velkokříž Řádu svobody – Portugalsko, 9. června 1998[28]
- velkokříž s řetězem Řádu prince Jindřicha – Portugalsko, 13. listopadu 2007[28]
- Řád José Martího – Kuba, 2010[29][30]
- Řád Amílcara Cabrala I. třídy – Kapverdy, 2011[31]
- čestný společník Řádu Austrálie – Austrálie, 25. listopadu 2013 – za vynikající službu při posilování bilaterálních vztahů mezi Austrálií a Východním Timorem a za jeho zásluhu na zisku nezávislosti Východního Timoru[32][33]
- velkokříž Řádu Rio Branco – Brazílie